# Mours
Mours é uma comuna francesa na região administrativa da Ilha de França, no departamento do Vale do Oise. Estende-se por uma área de 2.45 km². Em 2010 a comuna tinha 1 618 habitantes (densidade: 660,4 hab./km²).